# Літня Універсіада 2025
Літня універсіада 2025 стане 32-ми за ліком всесвітніми мультиспортивними іграми серед студентів, які 16-27 липня прийматиме Німеччина.
Змагання проходитимуть на спортивних об'єктах, розташованих у п'яти містах Рейнсько-Рурського регіону, — Бохум, Дуйсбург, Дюссельдорф, Ессен та Мюльгайм-на-Рурі.
Дуйсбург вдруге прийматиме всесвітні студентські ігри. Вперше місто було господарем аналогічних змагань у 1989.

## Вибір міста
Про надання Німеччині права проводити змагання було оголошено 15 травня 2021.

## Види спорту
Змагання відбудуться у 18 видах спорту:
- Баскетбол (детальніше)
- Баскетбол 3x3 (детальніше)
- Бадмінтон (детальніше)
- Веслування (детальніше)
- Водне поло (детальніше)
- Волейбол (детальніше)
- Волейбол пляжний (детальніше)
- Гімнастика спортивна (детальніше)
- Гімнастика художня (детальніше)
- Дзюдо (детальніше)
- Легка атлетика (детальніше)
- Плавання (детальніше)
- Стрибки у воду (детальніше)
- Стрільба з лука (детальніше)
- Теніс  (детальніше)
- Теніс настільний (детальніше)
- Тхеквондо (детальніше)
- Фехтування (детальніше)

## Медальний залік
| Місце               | Країна              | Золото | Срібло | Бронза | Загалом |
| ------------------- | ------------------- | ------ | ------ | ------ | ------- |
| Загалом (0 збірних) | Загалом (0 збірних) | 0      | 0      | 0      | 0       |